# Nogales (Veracruz)
Nogales è una municipalità dello stato di Veracruz, nel Messico centrale, il cui capoluogo è la località omonima.
Conta 34.688 abitanti (2010) e ha una estensione di 63,59 km². 	 		
Il nome della località si deve agli estesi boschetti di noci che si trovano nelle vicinanze.